# Campionato LIF 1981
Il Campionato LIF 1981 fu il secondo campionato di football americano organizzato dalla Lega Italiana Football americano (LIF).
Il campionato fu disputato dal 31 maggio al 4-5 luglio 1981. La formula prevedeva un semplice girone all'italiana con gare di andata e ritorno tra le quattro partecipanti.

## Squadre partecipanti
| Club            | Città (prov.)             |
| --------------- | ------------------------- |
| Diavoli Pavullo | Pavullo nel Frignano (MO) |
| Gladiatori Roma | Roma                      |
| Lupi Roma       | Roma                      |
| Tori Torino     | Torino                    |

## Calendario

### 1ª giornata
| Castel Giorgio 31 maggio 1981 | Gladiatori Roma | 24 – 0 (6-0 18-0 0-0 0-0) | Diavoli Pavullo | Stadio Vince Lombardi |

| Torino 31 maggio 1981 | Tori Torino | 0 – 26 (0-14 0-0 0-6 0-6) | Lupi Roma | Motovelodromo Fausto Coppi |

### 2ª giornata
| Pavullo nel Frignano 7 giugno 1981 | Diavoli Pavullo | 0 – 14 (0-0 0-0 0-6 0-8) | Lupi Roma | Stadio Giuseppe Minelli |

| Castel Giorgio 7 giugno 1981 | Gladiatori Roma | 32 – 0 (14-0 18-0 0-0 0-0) | Tori Torino | Stadio Vince Lombardi |

### 3ª giornata
| Castel Giorgio 5 luglio 1981 | Lupi Roma | 0 – 12 (0-0 0-0 0-6 0-6) | Gladiatori Roma | Stadio Vince Lombardi |

| Torino 4-5 luglio 1981 | Tori Torino | 12 – 6 (0-0 6-0 0-6 6-0) | Diavoli Pavullo | Motovelodromo Fausto Coppi |

## Classifica
| Pos | Squadra         | G | V | P | N | PF | PS | DP  | %     |
| --- | --------------- | - | - | - | - | -- | -- | --- | ----- |
| 1   | Gladiatori Roma | 3 | 3 | 0 | 0 | 68 | 0  | +68 | 1,000 |
| 2   | Lupi Roma       | 3 | 2 | 1 | 0 | 40 | 12 | +28 | ,667  |
| 3   | Tori Torino     | 3 | 1 | 2 | 0 | 12 | 64 | −52 | ,333  |
| 4   | Diavoli Pavullo | 3 | 0 | 3 | 0 | 6  | 50 | −44 | ,000  |

## Verdetti
La stagione regolare non fu portata a termine, quindi i Gladiatori Roma non possono essere considerati campioni LIF.